# Simon Newcomb

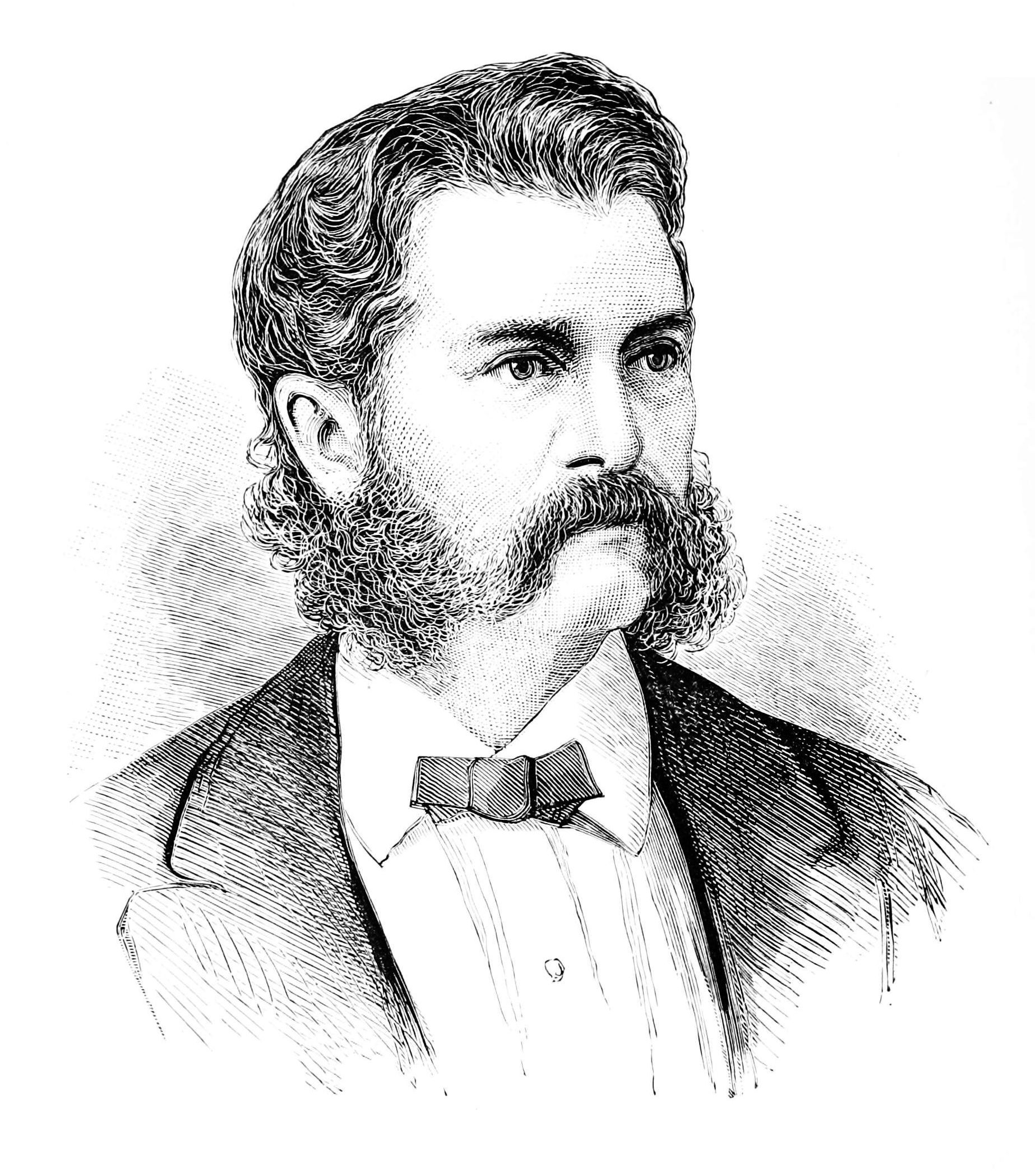
1877-ben

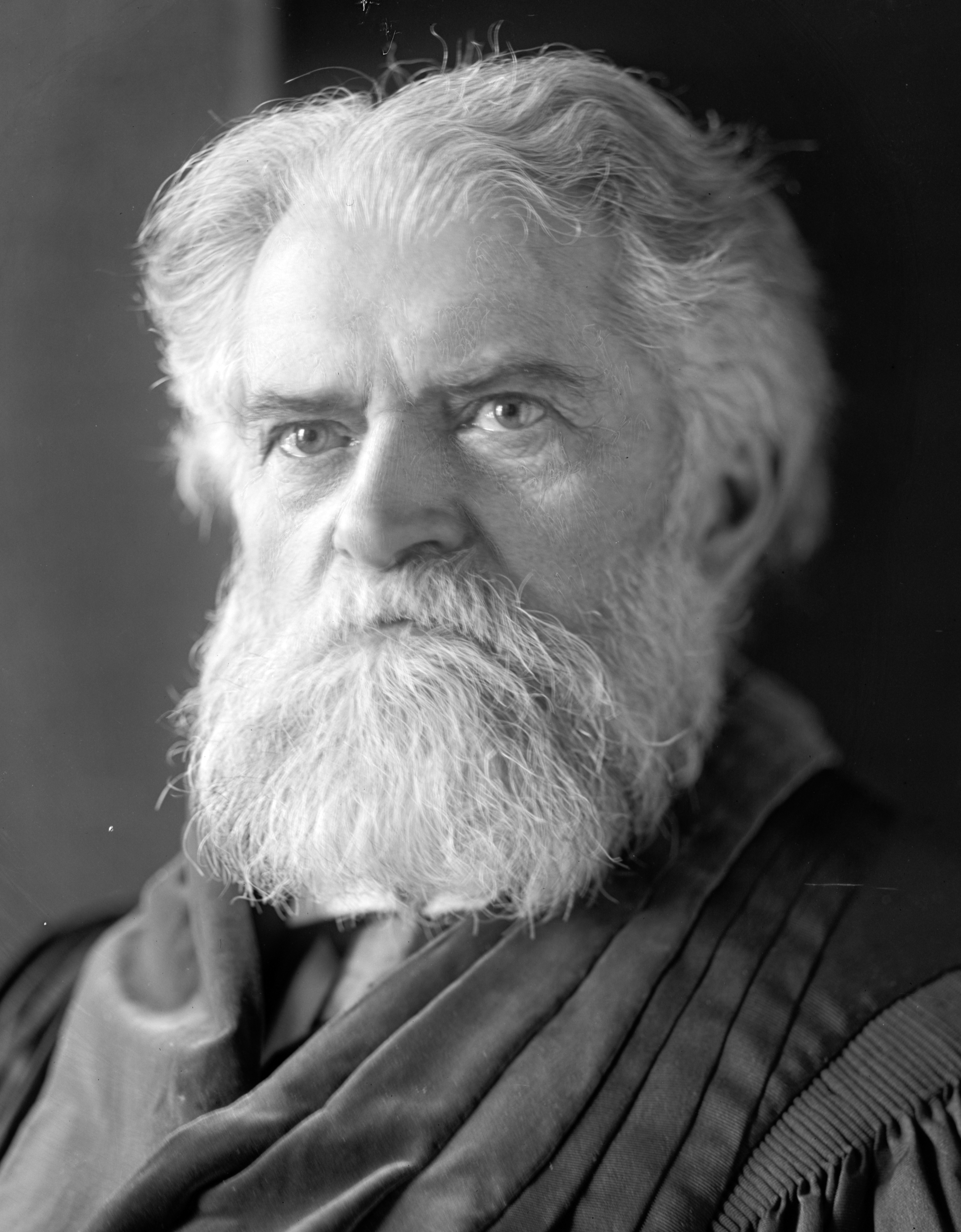
1905 után

Simon Newcomb (Wallace, Új-Skócia, 1835. március 12. – Washington, 1909. július 11.) kanadai-amerikai asztrofizikus.

## Élete
Eközben (1857-tő) már a Tengerészeti Csillagvizsgáló Évkönyv irodájában alkalmazták számolónak. 1861-ben, amikor a déliekkel szimpatizáló tengerésztisztek egymás után mondták fel állásukat, és költöztek át a Konföderáció államaiba, az ifjú Newcombot kinevezték a washingtoni Haditengerészeti Csillagvizsgáló (United States Naval Observatory) matematika professzorává és a csillagászává.
1875-ben felkínálták neki a Harvard Egyetemi Csillagda (Harvard College Observatory) vezetését, de ő elhárította az ajánlatot, mert jobban érdekelte a matematika (ide értve az égitestek pályaszámításait), mint a közvetlen megfigyelések.
Húsz éven át (1877–1897) volt a Tengerészeti Csillagvizsgáló Évkönyv Irodájának (American Ephemeris and Nautical Almanac Office) igazgatója — máig ezt tartják a legfontosabb, az égitestek helyzetét és mozgását táblázatos formában megadó csillagászati évkönyvnek. Eközben 1884–1893 között a John Hopkins Egyetemen is a csillagászat és a matematika professzora volt.

## Munkássága
Az égi mechanika, az asztronometria és a csillagászati navigáció foglalkoztatta — főleg az égitestek, azon belül is leginkább a belső bolygók és a Hold mozgásának leírása. A Hold mozgását vizsgálva kimutatta, hogy a Föld forgásának szögsebessége nem állandó. Az égi vonatkoztatási rendszer megalkotását egy másfél ezer csillag pontos koordinátáit tartalmazó katalógussal segítette.
Több alapvető állandó:
- a precesszió,
- a nutáció és
- a csillagászati aberráció (elhajlás)

hivatalos értékének az általa meghatározott mennyiségeket fogadták el. Az 1960-as évekig, a mesterséges holdak rendszerbe állításáig az általa összeállított bolygótáblázatokat használták.

## A fény sebessége

### Előzetes mérések
1879-ben a Tengerészeti Csillagvizsgáló Évkönyv Irodájának igazgatójaként megpróbálta megmérni a fény sebességét, amire 299 860 ± 30 km/s-ot kapott. Miután megismerte az ugyanezzel a témával foglalkozó Albert A. Michelson eredményeit, a két fizikus barátságot kötött, és hosszú szakmai együttműködésbe kezdett. Michelson fokozatosan finomította a módszerét, és 1883-ban kiadott új eredménye: 299 853 ± 60 km/s már közelebb volt a valós értékhez, mint Newcombé.

## A fizika vége
A 19. század végén az akkor uralkodott általános szemléletnek megfelelően úgy vélte, hogy a fizika többé-kevésbé befejezett tudomány: szinte minden problémát megoldottak, minden szabályt megismertek, már csak egy-két apró finomítás van hátra. Szélsőségesen konzervatív tudományszemléletére jellemzően számításokkal „igazolta”, hogy a levegőnél nehezebb testek nem repülhetnek, tehát repülőgépek tervezésén ötletelni fölösleges. Ez a dolgozata rendkívül népszerű lett. Rengetegen idézték, egyetértőleg.

## Főbb művei
Az égitestek pályáiról nyert eredményeinek összefoglalása a Csillagvizsgáló Évkönyv nyolc kötetében (1882–1889) jelent meg. Tudományos munkássága mellett a tudomány és eredményeinek népszerűsítőjeként is jelentős hírnevet szerzett. Önéletrajzát 903-ban jelentette meg (New Yorkban és Londonban) Reminiscens of an astronomer címen.

### Szakmai tanulmányok
- Researches on the motion of the moon (Csillagvizsgáló Évkönyv, 1872)
- The elements of the four inner planets and the fundamental constants of astronomy (Csillagvizsgáló Évkönyv, 1895)

### Ismeretterjesztő könyvek
- Popular astronomy (több kiadás angolul és német fordításban is)
- Elements of astronomy (1900)
- The stars (1902)
- Astronomy for everybody (1903)

## Fordítás
- Ez a szócikk részben vagy egészben  a   Simon Newcomb című angol Wikipédia-szócikk ezen változatának fordításán alapul.  Az eredeti cikk szerkesztőit annak laptörténete sorolja fel. Ez a jelzés csupán a megfogalmazás eredetét és a szerzői jogokat jelzi, nem szolgál a cikkben szereplő információk forrásmegjelöléseként.